# Милион долара
Милион долара је четврти студијски албум Ане Николић из 2013. године. Ана је у финалу Фарме 7. јула премијерно отпевала песму Милион долара. Остале песме са албума премијерно је отпевала 9. јула 2013. године у емисији Амиџи шоу.
Ана је са Николијом Јовановић снимила спот за песму Милион долара, који је на Јутјубу за један дан имао 85.000 прегледа, после чега је био забрањен за малолетне кориснике, јер је оцењен као провокативан.

## Песме
На албуму се налазе следеће песме: